# 周期点

4周期点の概念図。点 x に写像 f を4回反復すると元に戻る。

力学系における周期点（しゅうきてん、英: periodic point）とは、写像を反復合成することによって元に戻る相空間上の点である。力学系を調べるときの中心的役割を果たす概念の一つ。特に周期1の周期点は不動点と呼ばれる。周期点を含む軌道は周期軌道と呼ばれ、写像 f に存在する全ての周期点の集合は Per(f) のように書き表される。
周期点ではない点も、写像の反復によって周期点に引き付けられたり、あるいは反発したりする。このような周期点近傍の振る舞いは、周期点での微分係数（多次元写像の場合はヤコビ行列の固有値）で分別できる。周期点は、常微分方程式の周期解とは適当な条件のもとでポアンカレ写像によって対応づけでき、連続力学系と離散力学系を結び付けることができる。

## 定義
相空間を M とし、（離散）力学系を定める写像を f : M → M とする。相空間上の点 x ∈ M に対する写像 f の n 回反復合成を f n(x) で表す。ある x について
{\displaystyle f^{k}(x)=x}
を満たす自然数 k が存在するとき、x を周期点と呼ぶ。周期点の例として、写像 f (x) = x2 − 1 を考える。ここで R を実数とし、x ∈ R である。この写像では、f (0) = −1 でさらに f (−1) = 0 なので、x = 0, −1 は周期点である。
上式を満たす最小の自然数 k は周期と呼ばれる。あるいは、上式を満たす全ての自然数 k を周期と呼び、最小の k は最小周期などと呼び分ける流儀もある。すなわち上式に加えて
{\displaystyle f^{n}(x)\neq x\ (1\leq n<k)}
を満たす k が周期または最小周期である。以下では特に断りない限り周期と呼ぶ。 
周期 k の周期点は、略して k 周期点などと呼ばれる。特に k = 1 の周期点、すなわち
{\displaystyle f(x)=x}
を満たす x は不動点と呼ばれる。見方を変えると、k 周期点とは、k 回反復合成の写像 f k の不動点のことである。
ある周期点 x に写像を繰り返し適用することで、次のような点列が得られる。
{\displaystyle O(x)=\{x,\ f(x),\ f^{2}(x),\cdots ,\ f^{k-1}(x),\ x,\ f(x),\ f^{2}(x),\cdots ,\ f^{k-1}(x),\cdots ,\}}
このような写像の反復で得られる点列 O(x) を軌道と呼び、ある周期点から始まる軌道を周期軌道という。k 周期点で構成される周期軌道も、略して k 周期軌道などと呼ばれる。k 周期軌道は k 個の点から成る。
また、写像 f に存在する周期点全体から成る集合は、Per(f) などのような記号で表す。任意の周期ではなく k 周期点の集合を指定するときは Perk (f) のように表される。
写像 f が1対1ではない場合、周期点ではない点から始まった軌道が途中から周期点になることがある。つまり、非周期点 x についてある自然数 m が存在して、i ≥ m を満たす全ての自然数 i について
{\displaystyle f^{n+i}(x)=f^{i}x}
を満たす自然数（周期）n が存在する場合である。このような非周期点 x を最終的に周期的である、または最終的周期点や前周期点という（終局周期的や実質周期点などの和訳もある）。例として、上と同じく f (x) = x2 − 1 を考える。初期点を x = 1 とすると、f (1) = 0, f (0) = −1, f (−1) = 0 なので、1 は最終的に周期な点である。さらに初期点を x = √2 としても、f (√2) = 1, f (1) = 0, f (0) = −1, f (−1) = 0 なので、√2 もまた最終的に周期な点である。
周期性は力学系における中心的概念の一つであり、周期点の存在を調べることの重要性は高い。周期軌道自体はとても単純な点列だが、力学系ではもっと複雑な軌道もあり得る。典型的な力学系ではほとんどの軌道は不動点でも周期点でもない。しかし、系全体を調べるときにも周期軌道は中心的役割を果たす。

## 周囲の振る舞い
周期点 p から始まる周期軌道に対し、非周期点 x から始まる軌道が n → ∞ で収束することがある。ある周期軌道の近くの点が、その周期軌道に引き込まれ近づいていったり、反発して離れたりする問題を安定性という。一般に、写像 f の周期 k の周期点は f k の不動点とみなせることから、周期点の存在と安定性の議論は f k の不動点の存在と安定性の議論に落とし込むことができる。
k 周期点 p を持つ微分可能な1次元写像 f : R → R について考える。p における反復合成 f k の微分 (f k)′(p) の絶対値が、
{\displaystyle \left|(f^{k})^{\prime }(p)\right\vert <1}
を満たすとき、p は吸引的である、または吸引周期点などという。一方で
{\displaystyle \left|(f^{k})^{\prime }(p)\right\vert >1}
を満たすとき、p は反発的である、または反発周期点などという。
周期点 p は吸引的であれば、任意の x ∈ U が n → ∞ で f nk(x) → p となるような p を含むある開区間 U が存在する。周期点 p は反発的であれば、p ではない点 x ∈ U に対して、f nk(x) 	∉ U を満たす n が存在する。これら自体を吸引的・反発的の定義とする場合もある。
1次元写像の周期点 p が吸引的または反発的であるとき、すなわち
{\displaystyle \left|(f^{k})^{\prime }(p)\right\vert \neq 1}
を満たすとき、p は双曲型であるという。また、
{\displaystyle \left|(f^{k})^{\prime }(p)\right\vert =1}
の場合は、p は中立的あるいは非双曲型であるという。
これらの概念は多次元数空間や複素数上の写像に拡張される。m 次元写像  f : Rm → Rm の場合は、周期点 p ∈ Rm における反復合成 f k のヤコビ行列 Df k(p) のすべての固有値の絶対値が 1 よりも小さいときに p は吸引周期点で、Df k(p) のすべての固有値の絶対値が 1 よりも大きいときに p は反発周期点である。多次元写像では1次元写像と異なり、Df k(p) のいくつかの固有値の絶対値が 1 よりも小さく、残りの固有値の絶対値が 1 よりも大きい場合があり、このような周期点 p を鞍点やサドルなどという。
| 写像の 反復回数 | x の値 | y の値 |
| --------------- | ------ | ------ |
| 初期値          | 1.000  | 1.000  |
| 1               | −0.170 | 1.000  |
| 2               | 0.801  | −0.170 |
| 3               | −0.280 | 0.801  |
| 4               | 0.672  | −0.280 |
| 5               | −0.134 | 0.672  |
| 6               | 0.681  | −0.134 |
| 7               | −0.087 | 0.681  |
| 8               | 0.695  | −0.087 |
| 9               | −0.088 | 0.695  |
| 10              | 0.700  | −0.088 |
| 11              | −0.095 | 0.700  |
| 12              | 0.701  | −0.095 |
| 13              | −0.100 | 0.701  |
| 14              | 0.700  | −0.100 |
| 15              | −0.100 | 0.700  |
| 16              | 0.700  | −0.100 |
| 17              | −0.100 | 0.700  |

例えば、x, y ∈ R2 を変数とする2次元写像 
{\displaystyle f(x,y)=(0.43-x^{2}+0.4y,\ x)}
は、(0.7, −0.1) という吸引的な2周期点を持つ。この点におけるヤコビ行列は
{\displaystyle Df^{2}(0.7,\ -0.1)={\begin{pmatrix}0.12&0.08\\-1.4&0.4\end{pmatrix}}}
となり、この固有値は共役な複素数となり、それらの絶対値は約 0.4 であるから 1 より小さいことが確かめられる。(0.7, −0.1) と周期を成す相手は (−0.1, 0.7) で、{(0.7, −0.1), (−0.1, 0.7)} という2周期軌道を成す。
微分可能な複素関数 f : C → C が k 周期の周期点 p を持つとする。このとき、|(f k)′ (p)| < 1 であれば、周期点 p は吸引的であるという。さらに、|(f k)′ (p)| > 1 であれば、周期点 p は反発的、|(f k)′ (p)| = 1 であれば、周期点 p は中立的であるという。周期点が中立的なとき、複素力学系ではさらに [(f k)′ (p)]m = 1 を満たす自然数 m が存在するとき有理的中立周期点に分類する。そうでない場合は、無理的中立周期点と呼ばれる。
多次元数空間上の写像でも、Df k(p) のすべての固有値の絶対値が1に等しくないとき、1次元写像と同様に p は双曲型であるという。大抵の写像では周期点は双曲型だけで、双曲型周期点は解析しやすい振る舞いを持つ。さらに、周期点が双曲型であれば、周期点近傍で系は局所的に構造安定で、微小な摂動があっても定性的挙動は変わらない。一方で、周期点が非双曲型であれば、微小な摂動によって周期点の構造に変化が起き得る。パラメータを有する写像族の分岐現象では、これに係わる非双曲型周期点がしばしば発生する。
周期軌道 O 上のある周期点 p1 ∈ O が吸引的だが、別の周期点 p2 ∈ O が反発的であるというようなことは起こらない。同じ周期軌道上の周期点は全て同じ微分係数の値を持つ。よって、周期点の安定性とは、一つ一つの周期点の性質というよりも、その周期点が含まれる周期軌道全体の性質だといえる。
実際、O = {x0, … xk−2, xk−1} という周期軌道については、合成関数の連鎖律より
{\displaystyle (f^{k})'(x_{0})=f'(x_{k-1})\cdot f'(x_{k-2})\cdots f'(x_{0})}
が成り立ち、ある周期点における反復写像 f k の微分係数は、各周期点における元の写像 f の微分係数の積と等しい。同様のことが Rm 上の写像の周期点に対するヤコビ行列でも成り立つ。一般的に行列の積 A1A2…An の巡回置換は全て同じ固有値であるので、各周期点のヤコビ行列の固有値は等しくなる。

## 連続力学系とのつながり

連続力学系の周期軌道とポアンカレ断面上の2周期点の例

変数 x ∈ Rm とその時間微分による自励系常微分方程式
{\displaystyle {\frac {dx}{dt}}=f(x)}
で定まる連続力学系でも周期性のある解（周期軌道）を持つ場合があり、このような軌道は相空間上で単純閉曲線となる。時刻 t と初期値 x0 に対して x の値を返す解を φ(t, x0): R × Rm → Rm と表すと、解は非平衡点 x と時間 τ > 0 について φ(t, x0) = φ(t + τ, x0) を満たし、τ を周期と呼ぶ。
連続力学系についての結果は、適当な条件があれば写像で定まる離散力学系の結果に翻訳することができる。具体的には、連続力学系の周期軌道 γ は、そのポアンカレ写像 P の不動点または周期点に対応する。周期軌道 γ がポアンカレ断面 Σ を n 回横切るような閉曲線であれば、Σ 上に P の n 周期点およびそれを含む n 周期軌道が存在する。
周期 T の周期性を持った非自励系常微分方程式
{\displaystyle {\frac {dx}{dt}}=f(t,x)}
{\displaystyle f(t,x)=f(t+T,x)}
についても、時間 T 毎に断面を取るポアンカレ写像あるいはストロボ写像が適用できる。この場合、断面上の k 周期点は、元の微分方程式での周期 kT で同じ x に戻る周期解に対応する。

## 関連する基本的概念や現象
一般に、力学系 f の周期点全体の集合 Per(f) は不変集合で、なおかつ極限集合でも非遊走集合でもある。周期点 x から出発する軌道 O (x) は  O (x) = ω lim(x) で、f が同相写像であればさらに O (x) = α lim(x) である。
コンパクトな多様体 M 上の可微分同相写像 f : M → M の非遊走集合 Σ(f) が有限個の双曲型周期点から成り、なおかつ任意の2つの周期点の安定多様体と不安定多様体が横断的に交わるとき、f をモース・スメール系という。モース・スメール系であれば、系は構造安定であることが知られている。円周 S1 上の力学系では、可微分同相写像全体に対してモース・スメール系が稠密に存在する。
実数直線 R 上の写像に限れば、連続写像であることを仮定するだけでシャルコフスキーの定理によって周期点についての強い結論が得られる。この定理では、シャルコフスキー順序と呼ばれる次のような自然数の順序を考える。 
3 ▹ 5 ▹ 7 ▹ … ▹ 2n+1 ▹ …
▹ 3×2 ▹ 5×2 ▹ 7×2 ▹ … ▹ (2n+1)×2 ▹ …
▹ 3×4 ▹ 5×4 ▹ 7×4 ▹ … ▹ (2n+1)×4 ▹ …
⁝
▹ … ▹ 2m ▹ … ▹ 8 ▹ 4 ▹ 2 ▹ 1
I を R 上の閉区間とする。このとき、連続写像 f : R → R または f : I → I に k 周期点が存在すれば、シャルコフスキー順序の中における自然数 k の右辺にある自然数全てについての周期点も存在する。 定理の帰結として、3周期点が存在すれば、全ての周期の周期点が存在することが保証される。
パラメータ λ を持つ写像族 fλ では、λ がある値を通過するときに相空間上の軌道の幾何学的構造が変化することがある。このような現象を分岐という。この一種として周期倍分岐があり、吸引的な不動点が存在する場合、あるパラメータ λ0 で反発的な不動点に変わり、代わりに吸引的な2周期点が発生する。一般化すると、周期倍分岐が起こると、吸引的な k 周期点が消えて、反発的な k 周期点と吸引的な 2k 周期点が現れる。

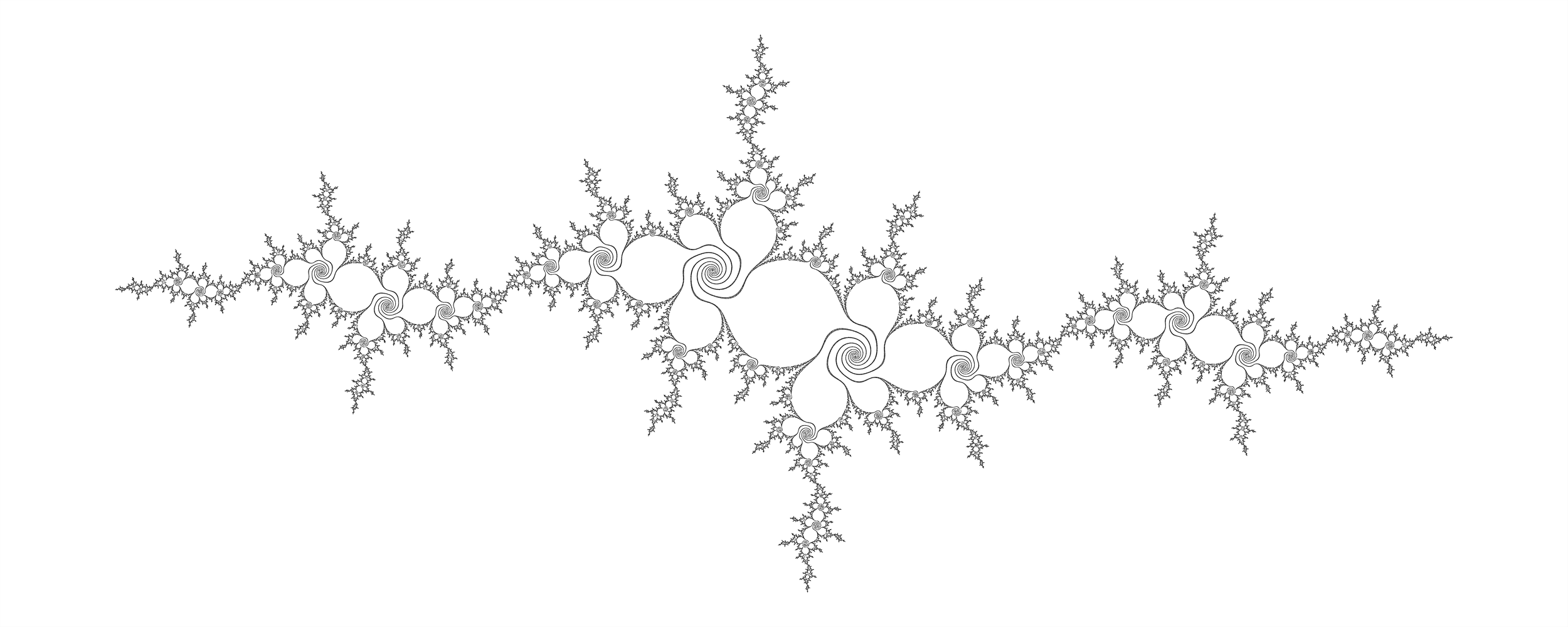
複素関数 f(z) = z^{2} + c のジュリア集合。パラメータ c = −1.2029905319213867188 + 0.14635562896728515625i の場合。

複素数 C 上で定義された写像の反復では、無限遠点に収束しない初期値の集合の境界としてジュリア集合が定義される。2次以上の複素係数多項式 f : C → C のジュリア集合 J (f) は、f の反発周期点の全体の閉包と合致することが知られる。この事実自体をジュリア集合の定義とする場合もある。さらに有理的中立周期点が存在すれば、それらはジュリア集合に含まれる。
ジュリア集合 J (f) が f の反発周期点の全体の閉包に一致することは、言い換えれば J 上で f の周期点の集合が稠密に存在することを意味する。一般に、コンパクトな距離空間 X 上の連続写像 f : X → X の周期点集合 Per(f) が X 上に稠密に存在し、なおかつ f が X 上で位相推移的であれば、f は初期値鋭敏性を持つ。ここで位相推移的であるとは、X の空ではない任意の部分開集合 U, V について f n(U) ∩ V ≠ ∅ を満たす n > 0 が存在することをいう。ここで初期値鋭敏性を持つとは、ある δ > 0 があって、任意の x ∈ X とその任意の近傍 U について d(f n(x), f n(y)) > δ となるような y ∈ U と n > 0 が存在することをいう。これら周期点の稠密性・位相推移性・初期値鋭敏性を持つ系は、ドゥヴェイニーの意味でカオス的である。広く合意されたカオスの数学的定義はないが、大雑把に言えばカオスとはある種の予測困難性を伴った不規則な振る舞いをいう。カオス的な系に周期点が稠密に存在することは、系の構造の中に規則性を持った骨格のようなものを存在していることを意味する。